# Житковичский район
Жи́тковичский райо́н (бел. Жыткавіцкі раён) — административная единица на западе Гомельской области Республики Беларусь. Административный центр — город Житковичи.
Численность населения — 32 077 человек (на 1 января 2025 года). 

## География
Площадь района составляет 2916,3 км² (2-е место в области); 55,7 % территории занимает лес — в основном хвойные и черноольховые древесные породы. Около 14 % территории приходится на реки, озера, болота и искусственные водоемы. Район граничит с Петриковским и Лельчицким районами Гомельской области, со Столинским и Лунинецким районами Брестской области, а также Любанским и Солигорским районами Минской области.
Территория района находится в границах Припятского Полесья. Поверхность низинная, плоская, заболоченная, лежит на высотах 120—145 м. Возле агрогородка Белёв расположена высшая точка района — 184,1 м.
Основные реки — Припять и её притоки Случь, Ствига, Скрипица, Науть, Свиновод и другие. 
Озера: Червоное на севере района, Белое, Плесо.
В 10 км на юг от Житкович, в 2 км от д. Оцкованное расположено водохранилище Млынок (на реке Скрипица).
В районе разведаны крупные месторождения горючих сланцев, бурого угля, строительного камня, каолина, торфа, калийных солей. Имеются небольшие запасы редкоземельных металлов. Известные запасы торфа оцениваются в 126,7 млн тонн, каолина — в 17,7 млн тонн, горючих сланцев — 1,181 млрд тонн, калийных солей — 1,4 млрд тонн.
На территории района образован Житковичский биологический заказник. На юге расположен Припятский национальный парк.
| Показатель                    | Янв.  | Фев.  | Март  | Апр. | Май  | Июнь | Июль | Авг. | Сен. | Окт.  | Нояб. | Дек. | Год   |
| ----------------------------- | ----- | ----- | ----- | ---- | ---- | ---- | ---- | ---- | ---- | ----- | ----- | ---- | ----- |
| Абсолютный максимум, °C       | 11,2  | 15,1  | 21,3  | 29,2 | 33,1 | 34,3 | 35,5 | 36,5 | 32,6 | 26,5  | 20,0  | 12,6 | 36,5  |
| Средний суточный максимум, °C | −1    | 0,2   | 5,6   | 13,9 | 20,2 | 22,9 | 24,9 | 23,9 | 18,2 | 12,0  | 4,3   | −0,2 | 12,1  |
| Средняя температура, °C       | −3,8  | −3,3  | 1,1   | 8,2  | 14,2 | 17,1 | 19,0 | 17,9 | 12,6 | 7,3   | 1,5   | −2,7 | 7,4   |
| Средний суточный минимум, °C  | −6,4  | −6,5  | −2,8  | 2,8  | 8,1  | 11,5 | 13,5 | 12,3 | 7,8  | 3,4   | −1    | −5,1 | 3,1   |
| Абсолютный минимум, °C        | −36,5 | −35,5 | −30,1 | −20  | −4,1 | 0,1  | 4,4  | −0,6 | −4,1 | −11,2 | −22,9 | −30  | −36,5 |
| Норма осадков, мм             | 45    | 40    | 45    | 44   | 60   | 88   | 113  | 66   | 62   | 51    | 51    | 52   | 717   |
| Источник: Погода и климат     |       |       |       |      |      |      |      |      |      |       |       |      |       |

## История

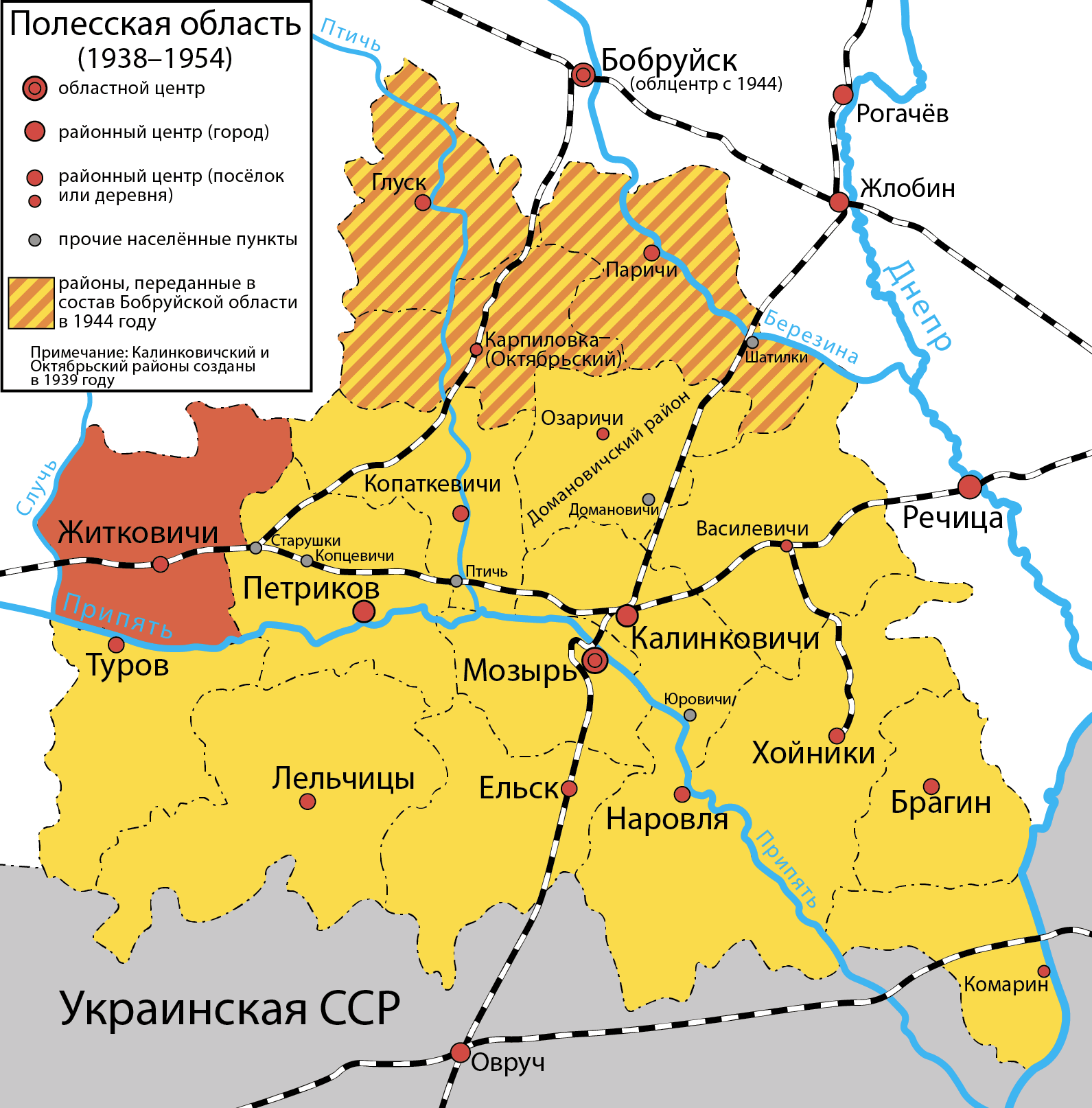
Житковичский район в составе Полесской области в границах 1930-х — 1950-х годов (до включения в его состав большей части Туровского и Ленинского районов)

Район входил в состав Минского воеводства, после разделов Речи Посполитой вошёл в состав Минской губернии, где находился в составе сперва Давид-Городокского уезда, а затем — в составе Мозырского уезда.
17 июля 1924 года Житковичская волость была переименована в Житковичский район. Житковичи долгое время оставались местечком, а 27 сентября 1938 года получили статус городского поселка.
В 1924—1930 годах Житковичский район был в составе Мозырского округа, в 1930—1935 годах — в прямом республиканском подчинении, в 1935—1938 годах — в Мозырском пограничном округе, в 1938—1954 — в Полесской области с центром в Мозыре, с 1954 года — в Гомельской области.
Территория района неоднократно изменялась. 8 октября 1924 года Житковичскому району были переданы два сельсовета Старобинского района (Дяковичский и Князь-Озерский), 21 августа 1925 года они возвращены Старобинскому району, 5 апреля 1935 года Дяковичский сельсовет вновь передан Житковичскому району. 
20 января 1960 года в состав Житковичского района Гомельской области из упразднённого Ленинского района передан Ленинский сельсовет. 
11 апреля 1960 года в состав района передан Милевичский сельсовет Старобинского района Минской области. 
Современные границы район приобрел 17 апреля 1962 года после упразднения Туровского района: Житковичскому району было передано 4 сельсовета и городской посёлок Туров.

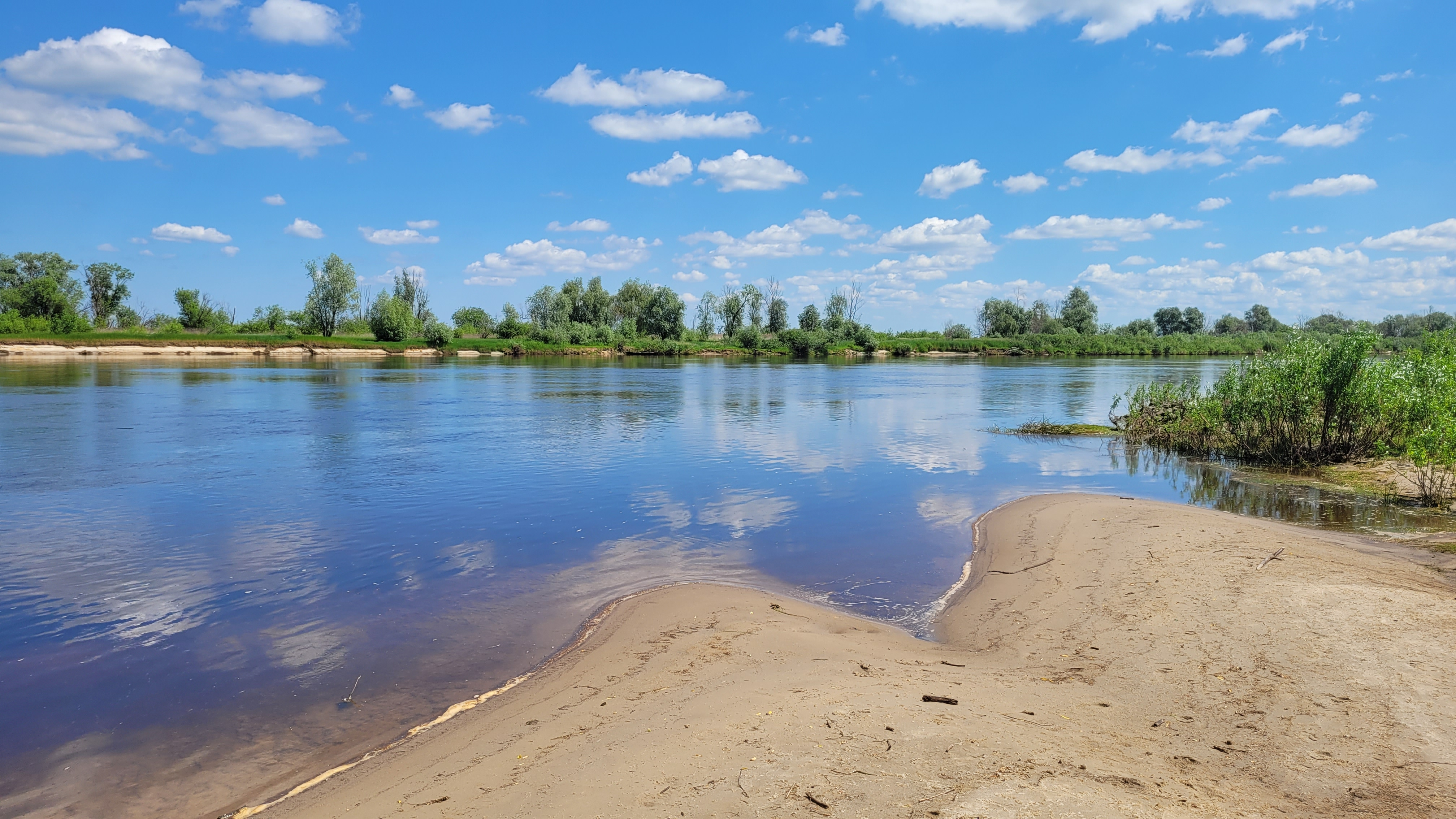

В октябре 1971 года (по другим данным, 17 ноября 1971 года) Житковичи получили статус города.
Район заметно пострадал от аварии на ЧАЭС и от наводнения 1993 года.
В 1992 в районе восстановлена Туровская и Мозырская епархия, основанная ещё в 1005 вскоре после крещения Руси.
20 октября 1995 года административные единицы Житковичский район и город Житковичи, имеющие общий административный центр, объединены в одну административную единицу — Житковичский район.
11 января 2023 года Озеранский и Переровский сельсоветы Житковичского района Гомельской области объединены в одну административно-территориальную единицу — Озеранский сельсовет, с включением в его состав земельных участков Переровского сельсовета.
Морохоровский и Дяковичский сельсоветы Житковичского района Гомельской области объединены в одну административно-территориальную единицу — Морохоровский сельсовет, с включением в его состав земельных участков Дяковичского сельсовета.
В 2018 году утвержден официальный природный символ Житковичского района — Чибис.

## Геральдика
Герб зарегистрирован в Гербовом матрикуле Республики Беларусь 20 июля 2000 года № 19. 
Флаг учреждён Указом Президента Республики Беларусь от 28 сентября 2011 года № 433 и зарегистрирован в Государственном геральдическом регистре Республики Беларусь 30 сентября 2011 года № Б-204.
Решения об утверждении герба города Житковичи принято Житковичским районным исполнительным комитетом от 3 апреля 2000 года № 251, о флаге города Житковичи и Житковичского района — 9 августа 2010 года № 1003.

## Демография
Численность населения — 32 077 человек (на 1 января 2025 года), в том числе городское — 18 549 человек (Житковичи — 15 788 человек, Туров — 2 761 человек), сельское — 13 528 человек.
На 1 января 2023 года население Житковичского района — 33 199 человек (8-е место в области), в том числе в городских условиях проживают 18 727 человек (Житковичи — 15 961 человек, Туров — 2 766 человек), в сельских — 14 472 человек. Плотность населения составляет 13,5 чел/км².
| Название                            | Численность населения, относящегося к горсоветам (перепись 1999) |
| ----------------------------------- | ---------------------------------------------------------------- |
| Житковичский городской Совет, всего | 17 445                                                           |
| в том числе:                        |                                                                  |
| Житковичи                           | 16 700                                                           |
| Кажановичи                          | 454                                                              |
| Западный                            | 133                                                              |
| Черетянка                           | 73                                                               |
| Забродье                            | 70                                                               |
| Оцкованое                           | 15                                                               |
| Туровский городской Совет, всего    | 3151                                                             |
| в том числе:                        |                                                                  |
| Туров                               | 3131                                                             |
| Кремное                             | 20                                                               |

Всего насчитывается 109 населенных пунктов, из них 107 — сельских, население которых составляет 20,5 тыс. или 52,3 % населения района.
На 1 января 2018 года 20,2 % населения района были в возрасте моложе трудоспособного, 51,1 % — в трудоспособном возрасте, 28,7 % — в возрасте старше трудоспособного. Средние показатели по Гомельской области — 18,3 %, 56,6 % и 25,1 % соответственно.
Коэффициент рождаемости в районе в 2017 году составил 13,4 на 1000 человек, коэффициент смертности — 17. Всего в 2017 году в районе родилось 479 и умерло 608 человек. Средние показатели рождаемости и смертности по Гомельской области — 11,3 и 13 соответственно, по Республике Беларусь — 10,8 и 12,6 соответственно. Сальдо миграции отрицательное (в 2017 году из района уехало на 203 человека больше, чем приехало).
В 2017 году в районе были заключены 231 брак (6,5 на 1000 человек) и 95 разводов (2,7 на 1000 человек). Средние показатели по Гомельской области — 6,9 браков и 3,2 развода на 1000 человек, по Республике Беларусь — 7 и 3,4 соответственно.
| Численность населения | Численность населения | Численность населения | Численность населения | Численность населения | Численность населения | Численность населения | Численность населения | Численность населения |
| --------------------- | --------------------- | --------------------- | --------------------- | --------------------- | --------------------- | --------------------- | --------------------- | --------------------- |
| 1970                  | 1979                  | 1989                  | 1996                  | 2000                  | 2001                  | 2002                  | 2003                  | 2004                  |
| 61 319                | ▼56 316               | ▼52 610               | ▼51 400               | ▼49 046               | ▼48 494               | ▼47 763               | ▼46 860               | ▼46 007               |
| 2005                  | 2006                  | 2007                  | 2008                  | 2009                  | 2010                  | 2011                  | 2012                  | 2013                  |
| ▼45 004               | ▼44 022               | ▼43 072               | ▼42 154               | ▼41 406               | ▼40 617               | ▼39 835               | ▼39 071               | ▼38 345               |
| 2014                  | 2015                  | 2016                  | 2017                  | 2018                  | 2019                  | 2020                  | 2021                  | 2022                  |
| ▼37 763               | ▼37 035               | ▼36 360               | ▼35 842               | ▼35 510               | ▼34 916               | ▼34 900               |                       |                       |
| 2023                  | 2024                  | 2025                  | 2026                  |                       |                       |                       |                       |                       |
| ▼33 199               |                       | ▼32 077               |                       |                       |                       |                       |                       |                       |

| Национальный состав по переписи населения 2009 года | Национальный состав по переписи населения 2009 года | Национальный состав по переписи населения 2009 года |
| Народ                                               | Численность                                         | %                                                   |
| --------------------------------------------------- | --------------------------------------------------- | --------------------------------------------------- |
| Белорусы                                            | 38 836                                              | 95,1 %                                              |
| Русские                                             | 1103                                                | 2,7 %                                               |
| Украинцы                                            | 447                                                 | 1,09 %                                              |
| Цыгане                                              | 266                                                 | 0,65 %                                              |
| Поляки                                              | 44                                                  | 0,11 %                                              |
| Азербайджанцы                                       | 17                                                  | 0,04 %                                              |
| Молдаване                                           | 12                                                  | 0,03 %                                              |
| Татары                                              | 12                                                  | 0,03 %                                              |
| Евреи                                               | 10                                                  | 0,02 %                                              |
| Немцы                                               | 10                                                  | 0,02 %                                              |

По переписи 1959 года, в районе (без учёта Туровского района) проживало 32 944 человека, в том числе 30 364 белоруса (92,17 %), 912 русских (2,77 %), 859 украинцев (2,61 %), 463 еврея (1,41 %), 293 поляка, 53 представителя других национальностей.

## Административное устройство
В районе 1 городской — Туровский и 10 сельсоветов:
- Вересницкий
- Ленинский
- Люденевичский
- Милевичский
- Морохоровский
- Озеранский
- Ричёвский
- Рудненский
- Червоненский
- Юркевичский

Упразднённые сельсоветы:
- Брониславский
- Дяковичский
- Переровский

11 января 2023 года Озеранский и Переровский сельсоветы Житковичского района Гомельской области объединены в одну административно-территориальную единицу — Озеранский сельсовет, с включением в его состав земельных участков Переровского сельсовета.
Морохоровский и Дяковичский сельсоветы Житковичского района Гомельской области объединены в одну административно-территориальную единицу — Морохоровский сельсовет, с включением в его состав земельных участков Дяковичского сельсовета.

## Экономика
Выручка от реализации продукции, товаров, работ, услуг за 2017 год составила 317,3 млн рублей (около 154 млн долларов), в том числе 88,3 млн рублей (27,8 %) пришлось на сельское, лесное и рыбное хозяйство, 162,8 млн (51,3 %) на промышленность, 20,6 млн на строительство, 36,2 млн на торговлю и ремонт, 9,4 млн на другие виды экономической деятельности.

### Промышленность
Основные предприятия: «Житковичский моторостроительный завод», Торфобрикетный завод «Червоное», «Леспромхоз», «Лесхоз», Туровский консервный комбинат.

### Сельское хозяйство
Основой экономики района является сельское хозяйство. Житковичский район специализируется на производстве молока, мяса, зерна, картофеля, кукурузы, лука, зелёного горошка. Сельскохозяйственные земли занимают 52 835 гектаров, пахотная земля занимает 23 069 гектаров. Поголовье крупного рогатого скота в агропредприятиях района составляет[когда?] около 23 300 голов, свиней — 2 900. В районе также работает опытный рыбхоз «Белое» и рыбхоз «Красная Зорька».
В 2017 году в сельскохозяйственных организациях под зерновые и зернобобовые культуры было засеяно 12 074 га пахотных земель, под кормовые культуры — 19 690 га. В 2016 году было собрано 43,8 тыс. т зерновых и зернобобовых, в 2017 году — 33,2 тыс. т (урожайность — 34,5 ц/га в 2016 году и 27,6 ц/га в 2017 году). Средняя урожайность зерновых в Гомельской области в 2016—2017 годах — 30,1 и 28 ц/га, в Республике Беларусь — 31,6 и 33,3 ц/га. В 2016 году район был на втором месте в области по урожайности зерновых после Речицкого.
На 1 января 2018 года в сельскохозяйственных организациях района (без учёта личных хозяйств населения и фермеров) содержалось 30,3 тыс. голов крупного рогатого скота, в том числе 9,1 тыс. коров, а также 1,3 тыс. свиней. В 2017 году в районе было произведено 2,3 тыс. т мяса в живом весе и 41,7 тыс. т молока при среднем удое 4869 кг (средний удой с коровы по сельскохозяйственным организациям Гомельской области — 4947 кг в 2017 году).

## Транспорт
Транспортная инфраструктура включает железную дорогу Брест — Гомель, а также автомобильные дороги M10 Кобрин — Гомель, P88 Житковичи — Давид-Городок — Столин — граница Украины, P128 Туров — Лельчицы — Словечно. По территории района также проходит небольшая часть дороги P23 Минск — Микашевичи. По реке Припять осуществляется судоходство.
В 1985 на месте паромной переправы через реку Припять построен мост протяжённостью более одного километра, связавший воедино две части района.

## Образование
В 2017 году в районе действовало 25 учреждений дошкольного образования (включая комплексы «детский сад — школа») с 1,4 тыс. детей. В 2017/2018 учебном году действовало 27 учреждений общего среднего образования, в которых обучалось 4,4 тыс. учеников. Учебный процесс в школах обеспечивали 628 учителей, на одного учителя в среднем приходилось 7 учеников (среднее значение по Гомельской области — 8,6, по Республике Беларусь — 8,7).

## Культура
В Турове расположен Туровский краеведческий музей. В музее собрано 12 тыс. музейных предметов основного фонда. В 2016 году музей посетили 12,5 тыс. человек.
В Житковичах расположена Музейная комната, посвящённая памяти Воинам-афганцам (расположена в гимназии).
В агрогородке Лясковичи располагается музей природы Припятского национального парка.
Юрьевский хоровод (бел. Юраўскі карагод) в Погост — традиционный весенний обряд, занесённый в Список нематериального культурного наследия ЮНЕСКО —  Историко-культурная ценность Республики Беларусь, .

## События и мероприятия
- Международный фестиваль этнокультурных традиций «Зов Полесья» в агрогородке Лясковичи.
- 9 сентября 2023 года — V региональный фестиваль литературы, культуры, искусства и народных традиций «На земле Кирилла Туровского»[40].

## Здравоохранение
В 2017 году в учреждениях Министерства здравоохранения Республики Беларусь насчитывалось 65 практикующих врачей (18,3 в пересчёте на 10 тысяч человек, один из самых низких показателей в области; средний показатель по Гомельской области — 39,3, по Республике Беларусь — 40,5) и 411 средних медицинских работников. Число больничных коек в лечебных учреждениях района — 252 (в пересчёте на 10 тысяч человек — 71; средний показатель по Гомельской области — 86,4, по Республике Беларусь — 80,2).

## Достопримечательности

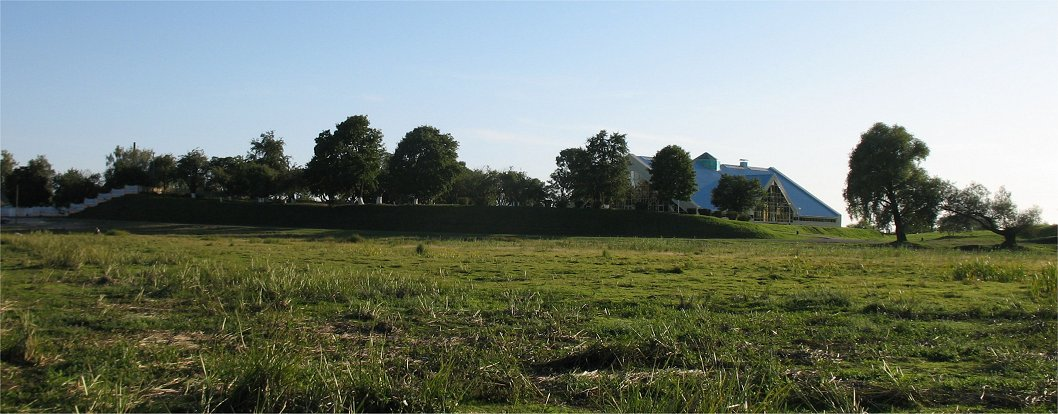
Туровский детинец

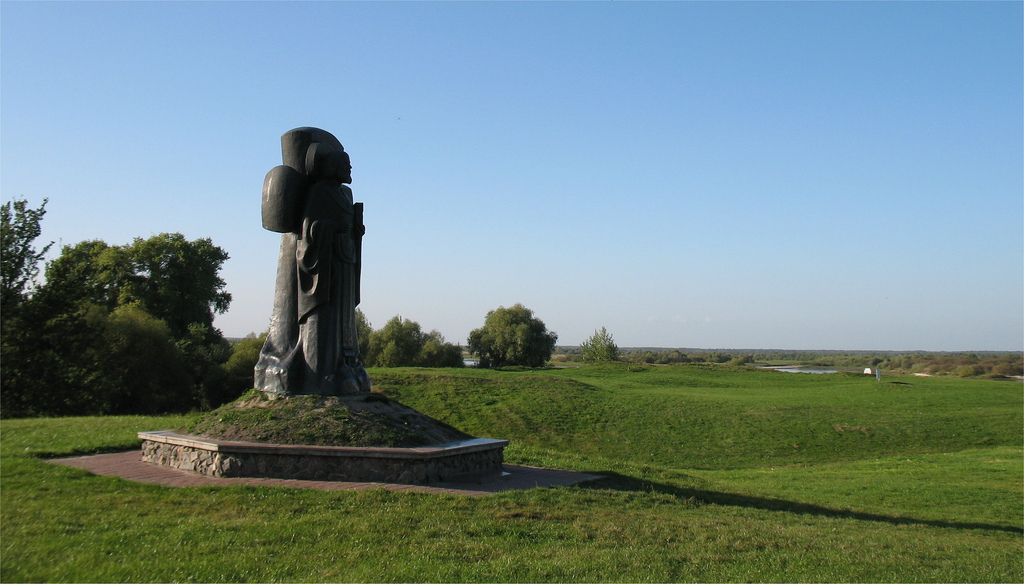
Туров, памятник Кириллу Туровскому

На территории Житковичского района находится 126 памятников. Из них археологических — 65, архитектурных — 1, братских могил — 40, исторических памятников — 18, мемориальных досок — 2.
- Туров, Замковая гора. Туровский детинец
- Туров, Всесвятская церковь (построена в 1810).
- Туров, памятник Кириллу Туровскому (1994)
- Каменный крест на кладбище рядом с деревней Запесочье, который каждый год на несколько миллиметров «вырастает» из земли.
- В старой части кладбища Турова в последние годы XX века появился каменный крест с выщербленной поверхностью, имеющий неострые концы. Некоторые считают, что этот крест «растёт» прямо из-под земли.
- Урочище «Красная горка». Мемориал «Рубеж». Мемориальный знак на границе Лельчицкого и Житковичского районов в честь воинов 14-й гвардейской дивизии, 117-го и 89-го стрелковых полков, которые в 1944 году занимали здесь передовые позиции и вели жестокие бои с фашистами. Часовня в честь Собора Белорусских святых.
- Памятный знак, посвящённый важному историческому событию и Дню народного единства[43].

### Памятник природы, заказник
- Припятский национальный парк
- Житковичский биологический заказник
  - Памятник природы «Насаждение понтийской азалии»
- «Туровский луг» – биологический заказник, основанный в 2008 году, с целью сохранности уникальной экосистемы обширных заливных лугов по берегу реки Припяти. Расположен в окрестностях Турова

- Заказник «Средняя Припять»

## СМИ
Издаётся газета «Новае Палессе».

## Международное сотрудничество
В сентябре 2023 года в Гомеле заключено Соглашение об установлении побратимских отношений между Житковичским районом Гомельской области и Белокалитвинским районом Ростовской области.